# Rio Dragomanu
O Rio Dragomanu é um rio da Romênia, afluente do Jaleş, localizado no distrito de Gorj.